# Seria GP2 – Hockenheimring 2012
Runda GP2 na torze Hockenheimring – ósma runda mistrzostw serii GP2 w sezonie 2012.

## Wyniki

### Sesja treningowa
| Nr | Kierowca         | Konstruktor | Czas     | Okr. |
| -- | ---------------- | ----------- | -------- | ---- |
| 3  | Davide Valsecchi | DAMS        | 1:24,031 | 10   |

### Kwalifikacje
Źródło: gp2series.com
| Poz. | Nr | Kierowca            | Konstruktor             | Czas     | Poz. s. |
| ---- | -- | ------------------- | ----------------------- | -------- | ------- |
| 1    | 12 | Giedo van der Garde | Caterham Racing         | 1:44,022 | 1       |
| 2    | 9  | James Calado        | Lotus GP                | 1:44,034 | 11      |
| 3    | 5  | Fabio Leimer        | Racing Engineering      | 1:44,944 | 2       |
| 4    | 25 | Nigel Melker        | Ocean Racing Technology | 1:45,063 | 3       |
| 5    | 15 | Fabio Onidi         | Scuderia Coloni         | 1:45,129 | 4       |
| 6    | 3  | Davide Valsecchi    | DAMS                    | 1:45,152 | 5       |
| 7    | 4  | Felipe Nasr         | DAMS                    | 1:45,420 | 6       |
| 8    | 24 | Victor Guerin       | Ocean Racing Technology | 1:45,516 | 7       |
| 9    | 10 | Esteban Gutiérrez   | Lotus GP                | 1:45,613 | 17      |
| 10   | 23 | Luiz Razia          | Arden International     | 1:45,636 | 8       |
| 11   | 26 | Max Chilton         | Carlin                  | 1:45,760 | 9       |
| 12   | 21 | Tom Dillmann        | Rapax                   | 1:45,763 | 10      |
| 13   | 18 | Sergio Canamasas    | Venezuela GP Lazarus    | 1:45,821 | PIT     |
| 14   | 7  | Marcus Ericsson     | iSport International    | 1:45,870 | 12      |
| 15   | 14 | Stefano Coletti     | Scuderia Coloni         | 1:45,907 | 13      |
| 16   | 6  | Nathanaël Berthon   | Racing Engineering      | 1:45,917 | 14      |
| 17   | 22 | Simon Trummer       | Arden International     | 1:45,939 | 15      |
| 18   | 1  | Johnny Cecotto Jr.  | Barwa Addax             | 1:46,103 | 16      |
| 19   | 27 | Rio Haryanto        | Carlin                  | 1:46,394 | 18      |
| 20   | 2  | Josef Král          | Barwa Addax             | 1:46,637 | 19      |
| 21   | 8  | Jolyon Palmer       | iSport International    | 1:46,651 | PIT     |
| 22   | 16 | Stéphane Richelmi   | Trident Racing          | 1:46,849 | 20      |
| 23   | 17 | Julián Leal         | Trident Racing          | 1:47,332 | PIT     |
| 24   | 11 | Rodolfo González    | Caterham Racing         | 1:49,546 | 21      |
|      | 20 | Ricardo Teixeira    | Rapax                   | 1:52,356 | 22      |
|      | 19 | Giancarlo Serenelli | Venezuela GP Lazarus    |          | 23      |
| Poz. | Nr | Kierowca            | Konstruktor             | Czas     | Poz. s. |

### Główny wyścig

#### Wyścig
Źródło: Wyprzedź Mnie!
| P                 | + / –     | Nr | Kierowca            | Konstruktor             | Okr. | Czas / Strata | Komentarz |
| ----------------- | --------- | -- | ------------------- | ----------------------- | ---- | ------------- | --------- |
| 1                 | 15        | 1  | Johnny Cecotto Jr.  | Barwa Addax             | 38   | 58:16,075     |           |
| 2                 | Bez zmian | 5  | Fabio Leimer        | Racing Engineering      | 38   | +0:09,609     |           |
| 3                 | 17        | 16 | Stéphane Richelmi   | Trident Racing          | 38   | +0:14,987     |           |
| 4                 | 2         | 4  | Felipe Nasr         | DAMS                    | 38   | +0:21,459     |           |
| 5                 | 4         | 12 | Giedo van der Garde | Caterham Racing         | 38   | +0:27,885     |           |
| 6                 | 3         | 25 | Nigel Melker        | Ocean Racing Technology | 38   | +0:29,260     |           |
| 7                 | 1         | 23 | Luiz Razia          | Arden International     | 38   | +0:29,573     |           |
| 8                 | 3         | 9  | James Calado        | Lotus GP                | 38   | +0:29,950     |           |
| 9                 | 1         | 21 | Tom Dillmann        | Rapax                   | 38   | +0:31,978     |           |
| 10                | 7         | 10 | Esteban Gutiérrez   | Lotus GP                | 38   | +0:32,373     |           |
| 11                | 1         | 7  | Marcus Ericsson     | iSport International    | 38   | +0:33,798     |           |
| 12                | 7         | 2  | Josef Král          | Barwa Addax             | 38   | +0:39,284     |           |
| 13                | 8         | 3  | Davide Valsecchi    | DAMS                    | 38   | +0:46,854     |           |
| 14                | 5         | 26 | Max Chilton         | Carlin                  | 38   | +0:51,305     |           |
| 15                | 1         | 6  | Nathanaël Berthon   | Racing Engineering      | 38   | +0:55,440     |           |
| 16                | 1         | 22 | Simon Trummer       | Arden International     | 38   | +0:55,707     |           |
| 17                | 1         | 27 | Rio Haryanto        | Carlin                  | 38   | +0:56,284     |           |
| 18                | 7         | 8  | Jolyon Palmer       | iSport International    | 38   | +1:02,119     |           |
| 19                | 15        | 15 | Fabio Onidi         | Scuderia Coloni         | 38   | +1:08,223     | [ 4 ]     |
| 20                | 7         | 14 | Stefano Coletti     | Scuderia Coloni         | 38   | +1:18,043     |           |
| 21                | 5         | 17 | Julián Leal         | Trident Racing          | 38   | +1:18,945     |           |
| 22                | 2         | 18 | Sergio Canamasas    | Venezuela GP Lazarus    | 38   | +1:20,866     |           |
| 23                | 2         | 11 | Rodolfo González    | Caterham Racing         | 38   | +1:30,812     |           |
| 24                | 1         | 19 | Giancarlo Serenelli | Venezuela GP Lazarus    | 37   | +1 okr.       |           |
| Niesklasyfikowani |           |    |                     |                         |      |               |           |
|                   |           | 24 | Victor Guerin       | Ocean Racing Technology | 27   |               |           |
| Zdyskwalifikowani |           |    |                     |                         |      |               |           |
|                   |           | 20 | Ricardo Teixeira    | Rapax                   | 18   |               | [ 5 ]     |
| P                 | + / –     | Nr | Kierowca            | Konstruktor             | Okr. | Czas / Strata | Komentarz |

#### Najszybsze okrążenie
| Nr | Kierowca    | Konstruktor     | Czas     | Okr. |
| -- | ----------- | --------------- | -------- | ---- |
| 15 | Fabio Onidi | Scuderia Coloni | 1:25,254 | 31   |

#### Premia za najszybsze okrążenie w TOP 10
| Nr | Kierowca           | Konstruktor | Czas     | Okr. |
| -- | ------------------ | ----------- | -------- | ---- |
| 1  | Johnny Cecotto Jr. | Barwa Addax | 1:26,629 | 32   |

#### Prowadzenie w wyścigu
| Nr                              | Kierowca            | Okrążenia | Suma |
| ------------------------------- | ------------------- | --------- | ---- |
| 1                               | Johnny Cecotto Jr.  | 6-38      | 33   |
| 25                              | Nigel Melker        | 2-4       | 2    |
| 5                               | Fabio Leimer        | 4-6       | 2    |
| 12                              | Giedo van der Garde | 1-2       | 1    |
| \| Wykres \| \| ------ \| \| \| |                     |           |      |
| Wykres                          |                     |           |      |
|                                 |                     |           |      |

### Sprint

#### Wyścig
Źródło: Wyprzedź Mnie!
| P                 | + / –     | Nr | Kierowca            | Konstruktor             | Okr. | Czas / Strata | Komentarz |
| ----------------- | --------- | -- | ------------------- | ----------------------- | ---- | ------------- | --------- |
| 1                 | Bez zmian | 9  | James Calado        | Lotus GP                | 27   | 40:18,134     |           |
| 2                 | 2         | 12 | Giedo van der Garde | Caterham Racing         | 27   | +0:07,962     |           |
| 3                 | 2         | 4  | Felipe Nasr         | DAMS                    | 27   | +0:17,509     |           |
| 4                 | 3         | 5  | Fabio Leimer        | Racing Engineering      | 27   | +0:21,962     |           |
| 5                 | 5         | 10 | Esteban Gutiérrez   | Lotus GP                | 27   | +0:22,353     |           |
| 6                 | 2         | 1  | Johnny Cecotto Jr.  | Barwa Addax             | 27   | +0:33,193     |           |
| 7                 | 6         | 3  | Davide Valsecchi    | DAMS                    | 27   | +0:38,870     |           |
| 8                 | 5         | 25 | Nigel Melker        | Ocean Racing Technology | 27   | +0:41,861     |           |
| 9                 | 6         | 6  | Nathanaël Berthon   | Racing Engineering      | 27   | +0:42,196     |           |
| 10                | 8         | 23 | Luiz Razia          | Arden International     | 27   | +0:42,442     |           |
| 11                | 6         | 27 | Rio Haryanto        | Carlin                  | 27   | +0:42,959     |           |
| 12                | 9         | 17 | Julián Leal         | Trident Racing          | 27   | +0:43,336     |           |
| 13                | 1         | 2  | Josef Král          | Barwa Addax             | 27   | +0:43,580     |           |
| 14                | 8         | 18 | Sergio Canamasas    | Venezuela GP Lazarus    | 27   | +0:44,111     |           |
| 15                | 4         | 7  | Marcus Ericsson     | iSport International    | 27   | +0:46,002     |           |
| 16                | 10        | 20 | Ricardo Teixeira    | Rapax                   | 27   | +0:46,683     |           |
| 17                | 1         | 22 | Simon Trummer       | Arden International     | 27   | +0:47,624     |           |
| 18                | Bez zmian | 8  | Jolyon Palmer       | iSport International    | 27   | +0:33,235     | [ 7 ]     |
| 19                | 1         | 14 | Stefano Coletti     | Scuderia Coloni         | 27   | +0:34,660     | [ 7 ]     |
| 20                | 3         | 11 | Rodolfo González    | Caterham Racing         | 27   | +0:56,315     |           |
| 21                | 15        | 16 | Stéphane Richelmi   | Trident Racing          | 27   | +1:02,778     |           |
| 22                | 3         | 15 | Fabio Onidi         | Scuderia Coloni         | 27   | +1:13,439     |           |
| 23                | 2         | 24 | Victor Guerin       | Ocean Racing Technology | 26   | +1 okr.       |           |
| Niesklasyfikowani |           |    |                     |                         |      |               |           |
|                   |           | 19 | Giancarlo Serenelli | Venezuela GP Lazarus    | 18   |               |           |
|                   |           | 21 | Tom Dillmann        | Rapax                   | 0    |               |           |
|                   |           | 26 | Max Chilton         | Carlin                  | 0    |               |           |
| P                 | + / –     | Nr | Kierowca            | Konstruktor             | Okr. | Czas / Strata | Komentarz |

#### Najszybsze okrążenie
| Nr | Kierowca          | Konstruktor    | Czas     | Okr. |
| -- | ----------------- | -------------- | -------- | ---- |
| 16 | Stéphane Richelmi | Trident Racing | 1:25,760 | 7    |

#### Premia za najszybsze okrążenie w TOP 10
| Nr | Kierowca     | Konstruktor | Czas     | Okr. |
| -- | ------------ | ----------- | -------- | ---- |
| 9  | James Calado | Lotus GP    | 1:26,418 | 24   |

#### Prowadzenie w wyścigu
| Nr                              | Kierowca     | Okrążenia | Suma |
| ------------------------------- | ------------ | --------- | ---- |
| 9                               | James Calado | 1-27      | 27   |
| \| Wykres \| \| ------ \| \| \| |              |           |      |
| Wykres                          |              |           |      |
|                                 |              |           |      |

## Lista startowa
Tom Dillmann powrócił do bolidu Rapax Team, zmieniając Daniëla de Jonga.

Sergio Canamasas zmienił Fabrizio Crestaniego w bolidzie Venezuela GP Lazarus.
| Team                    | Nr | Kierowca            |
| ----------------------- | -- | ------------------- |
| Barwa Addax             | 1  | Johnny Cecotto Jr.  |
| Barwa Addax             | 2  | Josef Král          |
| DAMS                    | 3  | Davide Valsecchi    |
| DAMS                    | 4  | Felipe Nasr         |
| Racing Engineering      | 5  | Fabio Leimer        |
| Racing Engineering      | 6  | Nathanaël Berthon   |
| iSport International    | 7  | Marcus Ericsson     |
| iSport International    | 8  | Jolyon Palmer       |
| Lotus GP                | 9  | James Calado        |
| Lotus GP                | 10 | Esteban Gutiérrez   |
| Caterham Racing         | 11 | Rodolfo González    |
| Caterham Racing         | 12 | Giedo van der Garde |
| Scuderia Coloni         | 14 | Stefano Coletti     |
| Scuderia Coloni         | 15 | Fabio Onidi         |
| Trident Racing          | 16 | Stéphane Richelmi   |
| Trident Racing          | 17 | Julián Leal         |
| Venezuela GP Lazarus    | 18 | Sergio Canamasas    |
| Venezuela GP Lazarus    | 19 | Giancarlo Serenelli |
| Rapax                   | 20 | Ricardo Teixeira    |
| Rapax                   | 21 | Tom Dillmann        |
| Arden International     | 22 | Simon Trummer       |
| Arden International     | 23 | Luiz Razia          |
| Ocean Racing Technology | 24 | Victor Guerin       |
| Ocean Racing Technology | 25 | Nigel Melker        |
| Carlin                  | 26 | Max Chilton         |
| Carlin                  | 27 | Rio Haryanto        |

## Klasyfikacja po zakończeniu rundy

### Kierowcy
| P  | +/− | Kierowca            | Starty | Punkty | P1 | P2 | P3 | PP | NO | NS |
| -- | --- | ------------------- | ------ | ------ | -- | -- | -- | -- | -- | -- |
| 1  | 0   | Luiz Razia          | 16     | 171    | 4  | 2  | 1  | –  | 3  | –  |
| 2  | 0   | Davide Valsecchi    | 16     | 161    | 3  | 2  | 2  | 2  | 2  | 2  |
| 3  | 0   | Esteban Gutiérrez   | 16     | 129    | 2  | 2  | 1  | –  | 3  | 1  |
| 4  | +2  | Giedo van der Garde | 16     | 119    | 1  | 1  | 3  | 2  | 1  | –  |
| 5  | −1  | James Calado        | 16     | 116    | 2  | 2  | 1  | 1  | 2  | 2  |
| 6  | −1  | Max Chilton         | 16     | 95     | –  | 1  | 1  | –  | –  | 1  |
| 7  | 0   | Fabio Leimer        | 16     | 94     | –  | 2  | 1  | 1  | 1  | 1  |
| 8  | +1  | Johnny Cecotto Jr.  | 16     | 75     | 2  | 1  | –  | 1  | 1  | 6  |
| 9  | +2  | Felipe Nasr         | 16     | 68     | –  | –  | 3  | –  | –  | 3  |
| 10 | −2  | Marcus Ericsson     | 16     | 56     | –  | 2  | –  | –  | 1  | 2  |
| 11 | −1  | Jolyon Palmer       | 14     | 48     | 1  | –  | 1  | –  | –  | 2  |
| 12 | 0   | Nathanaël Berthon   | 16     | 41     | –  | 1  | –  | –  | –  | 1  |
| 13 | 0   | Stefano Coletti     | 16     | 31     | –  | –  | 1  | –  | 1  | 5  |
| 14 | 0   | Tom Dillmann        | 14     | 29     | 1  | –  | –  | –  | –  | 3  |
| 15 | 0   | Rio Haryanto        | 16     | 27     | –  | –  | –  | –  | 1  | 1  |
| 16 | 0   | Nigel Melker        | 16     | 25     | –  | –  | –  | –  | –  | 2  |
| 17 | +3  | Stéphane Richelmi   | 16     | 19     | –  | –  | 1  | –  | –  | 4  |
| 18 | −1  | Fabio Onidi         | 16     | 13     | –  | –  | –  | –  | –  | 2  |
| 19 | −1  | Rodolfo González    | 16     | 6      | –  | –  | –  | –  | –  | 2  |
| 20 | −1  | Simon Trummer       | 16     | 4      | –  | –  | –  | –  | –  | –  |
| 21 | 0   | Julián Leal         | 16     | 1      | –  | –  | –  | –  | –  | 1  |
| 22 | 0   | Fabrizio Crestani   | 14     | 1      | –  | –  | –  | –  | –  | 4  |
| 23 | 0   | Brendon Hartley     | 4      | 1      | –  | –  | –  | –  | –  | 1  |
| 24 | 0   | Josef Král          | 10     | 0      | –  | –  | –  | –  | –  | 2  |
| 25 | 0   | Daniël de Jong      | 4      | 0      | –  | –  | –  | –  | –  | 1  |
| 26 | 0   | Dani Clos           | 6      | 0      | –  | –  | –  | –  | –  | 2  |
| 27 | 0   | Ricardo Teixeira    | 14     | 0      | –  | –  | –  | –  | –  | 3  |
| 28 | N   | Sergio Canamasas    | 2      | 0      | –  | –  | –  | –  | –  | –  |
| 29 | −1  | Giancarlo Serenelli | 16     | 0      | –  | –  | –  | –  | –  | 4  |
| 30 | −1  | Victor Guerin       | 10     | 0      | –  | –  | –  | –  | –  | 3  |
| 31 | −1  | Jon Lancaster       | 2      | 0      | –  | –  | –  | –  | –  | 1  |
| P  | +/− | Kierowca            | Starty | Punkty | P1 | P2 | P3 | PP | NO | NS |

### Konstruktorzy
| P  | +/− | Konstruktor             | Starty | Punkty | P1 | P2 | P3 | PP | NO | NS |
| -- | --- | ----------------------- | ------ | ------ | -- | -- | -- | -- | -- | -- |
| 1  | 0   | Lotus GP                | 32     | 245    | 4  | 4  | 2  | 2  | 4  | 3  |
| 2  | 0   | DAMS                    | 32     | 231    | 3  | 2  | 5  | 2  | 3  | 4  |
| 3  | 0   | Arden International     | 32     | 175    | 4  | 2  | 1  | –  | 3  | –  |
| 4  | +1  | Racing Engineering      | 32     | 135    | –  | 3  | 1  | 1  | 1  | 2  |
| 5  | +2  | Caterham Racing         | 32     | 125    | 1  | 1  | 3  | 2  | 1  | 3  |
| 6  | −2  | Carlin                  | 32     | 122    | –  | 1  | 1  | –  | 1  | 2  |
| 7  | −1  | iSport International    | 30     | 104    | 1  | 2  | 1  | –  | 1  | 4  |
| 8  | 0   | Barwa Addax             | 32     | 82     | 2  | 1  | –  | 1  | 1  | 10 |
| 9  | 0   | Rapax                   | 32     | 29     | 1  | –  | –  | –  | –  | 7  |
| 10 | 0   | Ocean Racing Technology | 32     | 26     | –  | –  | –  | –  | –  | 7  |
| 11 | 0   | Trident Racing          | 32     | 20     | –  | –  | 1  | –  | –  | 5  |
| 12 | 0   | Venezuela GP Lazarus    | 32     | 1      | –  | –  | –  | –  | –  | 8  |
| –  | 0   | Scuderia Coloni         | 32     | 0 (44) | –  | –  | 1  | –  | 1  | 7  |
| P  | +/− | Konstruktor             | Starty | Punkty | P1 | P2 | P3 | PP | NO | NS |